# Cesonia pudica
Cesonia pudica är en spindelart som beskrevs av Arthur M. Chickering 1949. Cesonia pudica ingår i släktet Cesonia och familjen plattbuksspindlar.
Artens utbredningsområde är Panama. Inga underarter finns listade i Catalogue of Life.